# 浙江財経大学
浙江財経大学（せっこうざいけいだいがく、英語: Zhejiang University of Finance & Economics）は、に本部を置く中国の公立大学。1974年創立、1974年大学設置。大学の略称は浙財大。

## 概観
浙江財経大学（英語：Zhejiang University of Finance & Economics，英語略：ZUFE）は、中国浙江省杭州市に本部を置，中国の公立大学である。 過去、浙江財政銀行学校、浙江財政学校、浙江財经学院と校名変更されてきた。